# Лія Сільвер
Христи́на Щербі́ніна (нар. 25 лютого 1999, Киргизстан), відома як Лі́я Сі́львер (англ. Liya Silver) — російська порноакторка.

## Кар'єра
Народилася і виросла в Киргизстані, де жила з матір'ю. Після закінчення середньої школи переїжджає до батька в Санкт-Петербург, Росія. Працювала фотомоделлю.
В порноіндустрію потрапила в травні 2018 року у 19 років. Її інтереси представляє угорська компанія JulModels, власницею якої є Джулія Гранді. Однією з її перших сцен став анальний секс для порностудії Tushy. Крім анальних сцен, бере участь у сценах мастурбації, тріолізму, традиційного і міжрасового сексу.
Знімається як для американських, так і для європейських порностудій, серед яких: Babes, DDF, Mofos, Reality Kings, студії Vixen Media Group (Blacked, Tushy і Vixen), студія Марка Дорселя.
За даними сайту IAFD на вересень 2021 року, знялася в понад 80 порносценах і фільмах.
У 2020 році їй було заборонено в'їзд в Україну в зв'язку з відвідуванням Криму в 2016 році.

## Нагороди та номінації
| Рік  | Нагорода          | Результат | Категорія | Фільм                                    |
| ---- | ----------------- | --------- | --- | ---------------------------------------- |
| 2019 | XBIZ Europa Award | Перемога  | Найкраща нова старлетка                                                                                       | Н/Д                                      |
| 2019 | XBIZ Europa Award | Перемога  | Найкраща сцена сексу — гламкор (разом з Альберто Бланко і Джиєю Ліссою)                                       | Club VXN Vacation                        |
| 2020 | AVN Award         | Номінація | Найкраща анальна сцена в іноземному фільмі (разом з Джоссом Лескафом)                                         | Joy Ride (з Blacked Raw V19)             |
| 2020 | AVN Award         | Номінація | Найкраща лесбійська сцена в іноземному фільмі (разом з Леною Рейф)                                            | Girl Crush                               |
| 2020 | AVN Award         | Перемога  | Найкраща нова іноземна старлетка                                                                              | Н/Д                                      |
| 2020 | AVN Award         | Перемога  | Найкраща сцена сексу хлопець/дівчина в іноземному фільмі (разом з Рікі Манчіні)                               | Liya 4 You                               |
| 2020 | Spank Bank Award  | Номінація | Best Breasts                                                                                                  | Н/Д                                      |
| 2020 | Spank Bank Award  | Номінація | Most Photogenic Nymphomaniac                                                                                  | Н/Д                                      |
| 2020 | Spank Bank Award  | Номінація | Tattooed Temptress of the Year                                                                                | Н/Д                                      |
| 2020 | XBIZ Europa Award | Номінація | Виконавиця року                                                                                               | Н/Д                                      |
| 2020 | XBIZ Europa Award | Номінація | Найкраща сцена сексу — гламкор (разом з Рікі Манчіні)                                                         | Stars 2                                  |
| 2020 | XBIZ Europa Award | Номінація | Найкраща сцена сексу — гонзо (разом з Мануелем Феррарою)                                                      | Manuel's Euro Tour: Paris                |
| 2020 | XBIZ Europa Award | Номінація | Найкраща сцена сексу — лесбійський фільм (разом з Ненсі Ейс)                                                  | Stunning Lesbians in Intense Action      |
| 2021 | AVN Award         | Номінація | Іноземна виконавиця року                                                                                      | Н/Д                                      |
| 2021 | AVN Award         | Перемога  | Найкраща лесбійська сцена в іноземному фільмі (разом з Літтл Капріс)                                          | Tender Kiss Little Caprice & Liya Silver |
| 2021 | AVN Award         | Номінація | Найкраща сцена групового сексу в іноземному фільмі (разом з Дарреллом Діпсом, Джеком Ріпфером і Джиєю Ліссою) | Together                                 |
| 2021 | AVN Award         | Номінація | Найкраща сцена сексу у віртуальній реальності (разом з Кевіном Вайтом)                                        | Liya Silver Fucks Photographer           |
| 2021 | AVN Award         | Перемога  | Найкраща сцена сексу хлопець/дівчина в іноземному фільмі (разом з Мануелем Феррарою)                          | Manuel's Euro Tour: Paris                |
| 2021 | XBIZ Europa Award | Номінація | Виконавиця року                                                                                               | Н/Д                                      |
| 2021 | XBIZ Europa Award | Перемога  | Найкраща сцена сексу — гламкор (разом з Альберто Бланко)                                                      | Apres Ski                                |
| 2021 | XBIZ Europa Award | Номінація | Найкраща сцена сексу — лесбійський фільм (разом з Клеа Готьє і Літтл Капріс)                                  | Caprice Divas Fascinating                |
| 2022 | AVN Award         | Номінація | Іноземна виконавиця року                                                                                      | Н/Д                                      |
| 2022 | AVN Award         | Номінація | Найкраща міжнародна лесбійська сцена (разом з Джиєю Ліссою та Сонею Блейз)                                    | Three Honey Bunnies                      |
| 2022 | AVN Award         | Номінація | Найкраща міжнародна сцена групового сексу (разом із Мартіною Смеральді та Еріком Еверхардом)                  | Rocco's Psycho Teens 15 — Scene 3        |
| 2022 | AVN Award         | Номінація | Найкраща міжнародна сцена сексу хлопець/дівчина (разом з Альберто Бланко)                                     | Passion: Liya & Alberto (з Passion)      |

## Фільмографія
- 2018 — First Anal 7
- 2019 — Blacked Raw V19
- 2019 — Girl Crush
- 2019 — Icons 3
- 2019 — Interracial Icon 12
- 2019 — Luxure: Borrow My Wife
- 2019 — One Night In Paris[20]
- 2019 — Private Specials 269: Vacation Sex
- 2019 — Threesome Fantasies 7
- 2020 — Liya Silver Needs Dick
- 2020 — Manuel's Euro Tour: Paris
- 2020 — Sexiest Teen Cock Sitters 2